# بيرتن ميلر (سياسي)
بيرتن ميلر (بالإنجليزية: Bert H. Miller)‏ (و. 1879 – 1949 م) هو سياسي، ومحامي، وقاضي، ومحامي، ومحامي أمريكي، ولد في سانت جورج، كان عضوًا في الحزب الديمقراطي، توفي في واشنطن، عن عمر يناهز 70 عاماً، بسبب نوبة قلبية.

## مناصب
تولى منصب عضو مجلس الشيوخ الأمريكي ‏ (3 يناير 1949–8 أكتوبر 1949)
- قاضي (حتى 1944)[2]
- State attorney general [الإنجليزية]‏ (1940–1944)[6]
- المدعي العام [الإنجليزية]‏ (1918–1921)[2]

.

## التعليم
تعلم في Cumberland University ‏ (حتى 1902)، وتعلم في جامعة بريغام يونغ (حتى 1901)
.